# 1 Mile North
1 Mile North là một bộ đôi ambient/post-rock, bao gồm nghệ sĩ guitar Jon Hills và nghệ sĩ keyboard Mark Bajuk.

## Album
Ban nhạc đã phát hành bốn album với thời lượng trọn vẹn, một đĩa LP tách rời có sự kết hợp với Colophon và The Wind-Up Bird, và một bộ sưu tập các bản thu âm tại nhà và trực tiếp.
Album thứ tư của ban nhạc có tên "Tombs and Cocoons" được phát hành vào ngày 20 tháng 2 năm 2020.

## Sử dụng
Âm nhạc của ban nhạc đã được giới thiệu trong bộ phim tài liệu được đề cử Oscar của Steven Okazaki, The Conscience of Nhem En, cũng như White Light / Black Rain: The Destruction of Hiroshima và Nagasaki của Okazaki.
Âm nhạc cũng được đưa vào Facing Fear năm 2013, một bộ phim tài liệu của Jason Cohen được đề cử giải Oscar năm 2014.

## Danh sách đĩa nhạc
Album
- Glass Wars (Old Colony, 2001)
- Minor Shadows (Ba Da Bing!, 2003)
- Awakened by Decay (Wortcunner, 2016)[6]
- Tombs & Cocoons (Wortcunner, 2020)

Album rời
- Convection. Conduction. Radiation. (Music Fellowship, 2004) (cùng với Colophon & The Wind-Up Bird)

Album trực tiếp
- Altare Della Patria: Home and Concert Recordings 2000-2003 (Old Colony, 2004)